# Los tres mosqueteros (película de 1973)

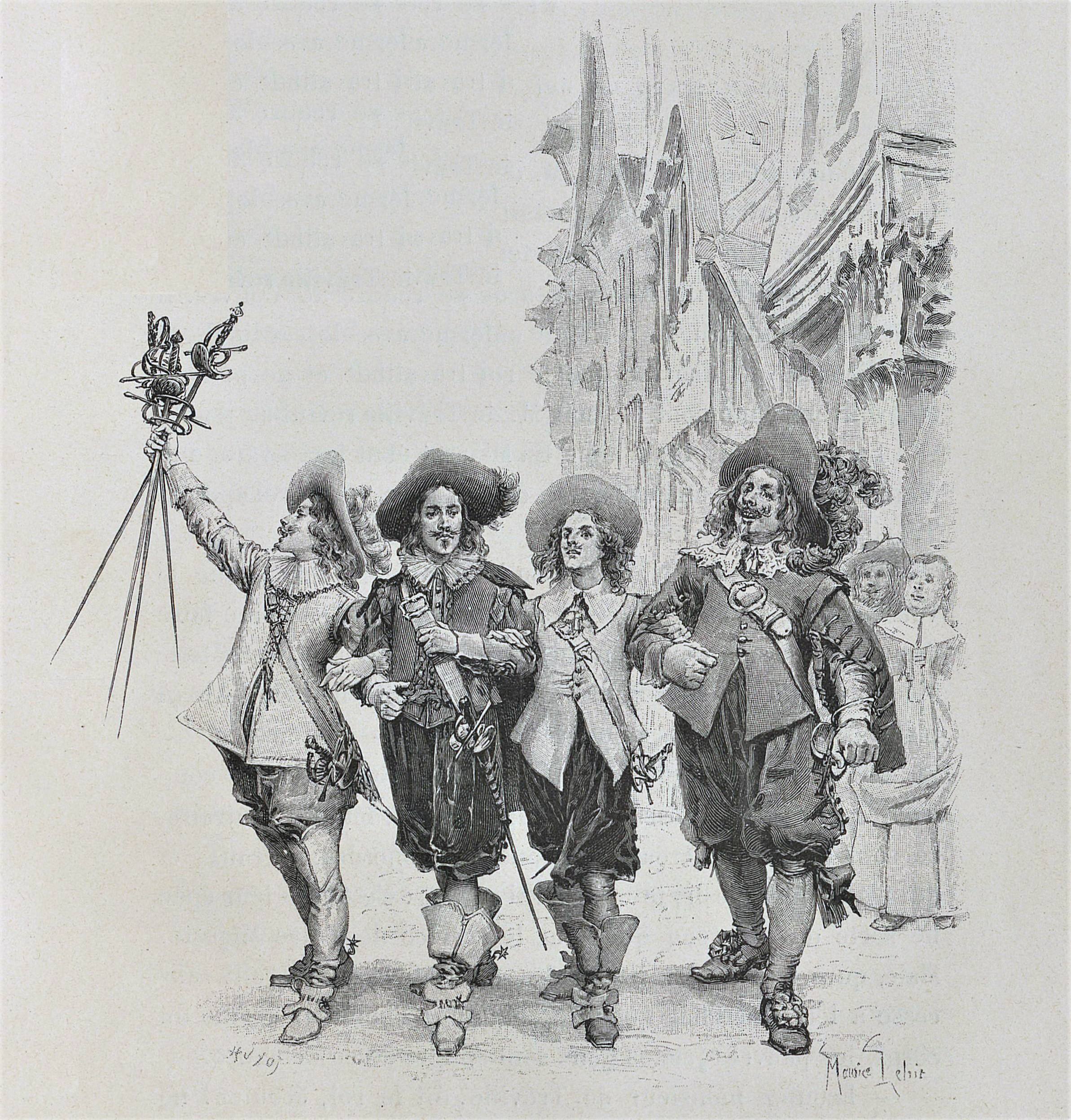

Los tres mosqueteros (título original en inglés The Three Musketeers) es una película de capa y espada de 1973 basada en la novela de 1844 de Alejandro Dumas. Está dirigida por Richard Lester a partir de un guion de George MacDonald Fraser y producida por Ilya Salkind. Está protagonizada por Michael York, Oliver Reed, Frank Finlay y Richard Chamberlain como los mosqueteros titulares, con Raquel Welch, Geraldine Chaplin, Jean-Pierre Cassel, Charlton Heston, Faye Dunaway, Christopher Lee, Simon Ward, Georges Wilson y Spike Milligan.
La película se adhiere estrechamente a la novela y también inyecta una buena cantidad de humor. Se propuso originalmente en la década de 1960 como un vehículo para The Beatles, a quienes Lester había dirigido en A Hard Day's Night y Help!. Fue filmada por David Watkin, con atención a los detalles de época, en Madrid y Segovia, España. Las escenas de lucha fueron coreografiadas por el maestro espadachín William Hobbs. La banda sonora fue compuesta por Michel Legrand.
Los tres mosqueteros se estrenó en Francia el 11 de diciembre de 1973. Fue un éxito comercial y de crítica y fue nominado a varios premios, incluidos cinco BAFTA. Raquel Welch ganó un Globo de Oro por su actuación. Una secuela filmada consecutivamente con su predecesora, Los cuatro mosqueteros, fue lanzada al año siguiente.

## Argumento
Después de haber aprendido el manejo de la espada de su padre, el joven pueblerino D'Artagnan llega a París con el sueño de convertirse en mosquetero del rey. No acostumbrado a la vida de la ciudad, comete una serie de torpes pasos en falso. Primero se ve insultado, noqueado y robado por el conde de Rochefort, un agente del cardenal Richelieu, y una vez en París entra en conflicto con tres mosqueteros, Athos, Porthos y Aramis, cada uno de los cuales lo desafía a duelo por algún insulto accidental o vergüenza. Cuando el primero de estos duelos está a punto de comenzar, Jussac llega con cinco espadachines adicionales de la guardia del cardenal Richelieu. En la lucha que sigue, D'Artagnan se pone del lado de los mosqueteros y se convierte en su aliado en oposición al cardenal, que desea aumentar su ya considerable poder sobre el rey Luis XIII. D'Artagnan también comienza una aventura con la esposa de su casero, Constance Bonacieux, que es modista de la reina Ana de Austria.
Mientras tanto, el duque de Buckingham, antiguo amante de la reina, aparece y pide algo en recuerdo de ella; ella le regala un collar con doce engastes de diamantes, regalo de su marido. Por la traicionera dama de compañía de la reina, el cardenal se entera de la cita y le sugiere al no muy brillante rey que organize un baile en honor de su esposa y le pida que use los diamantes que él le dio. El cardenal también envía a su agente Milady de Winter a Inglaterra, quien seduce al duque y roba dos de los diamantes del collar.
Mientras tanto, la reina le ha confiado sus problemas a Constance, quien le pide a D'Artagnan que vaya a Inglaterra y recupere los diamantes. D'Artagnan y los tres mosqueteros parten, pero en el camino los hombres del cardenal los atacan. Solo D'Artagnan y su sirviente logran llegar a Buckingham, donde descubren la pérdida de dos de los engastes de diamantes. El duque reemplaza los dos engastes y D'Artagnan regresa corriendo a París. Porthos, Athos y Aramis, heridos pero no muertos como temía D'Artagnan, ayudan a la entrega del collar completo a la reina, salvando a la pareja real del bochorno que habían tramado el cardenal y Milady de Winter.
Instalado, para deleite de Constance, en los Mosqueteros de la Guardia del Rey, D'Artagnan intercambia miradas significativas con Milady de Winter.

## Reparto
- Michael York como D'Artagnan.
- Oliver Reed como Athos.
- Frank Finlay como Porthos / O'Reilly.
- Richard Chamberlain como Aramis.
- Raquel Welch como Constance Bonacieux.
- Jean-Pierre Cassel como el rey Luis XIII de Francia (dubbed by Richard Briers).
- Geraldine Chaplin como Ana de Austria.
- Charlton Heston como el cardenal Richelieu.
- Faye Dunaway como Milady de Winter.
- Christopher Lee como el conde de Rochefort.
- Simon Ward como el duque de Buckingham.
- Spike Milligan como M. Bonacieux.
- Roy Kinnear como Planchet.
- Georges Wilson como Capitán de Tréville (dubbed by Michael Hordern).
- Nicole Calfan como Kitty.
- Michael Gothard como John Felton.
- Sybil Danning como Eugenia.
- Gitty Djamal como Beatrice.
- Joss Ackland como el padre de D'Artagnan.
- Gretchen Franklin como la madre de D'Artagnan.
- Ángel del Pozo como Jussac.
- Francis de Wolff como capitán de barco.

## Producción

### Desarrollo
Según George MacDonald Fraser, Richard Lester se involucró en el proyecto cuando los productores consideraron brevemente elegir a The Beatles como los mosqueteros, ya que Lester había dirigido dos películas con el grupo. La idea de los Beatles se quedó en el camino, pero Lester se quedó. Sería la primera película de Lester en cinco años, aunque había estado ocupado dirigiendo comerciales y había buscado financiamiento para otros proyectos en ese tiempo, incluida una adaptación de la novela Flashman de Fraser.
Lester dice que «nunca había oído hablar» de los Salkind. Le preguntaron si estaba interesado en hacer Los tres mosqueteros y le preguntaron si lo había leído. Lester dijo: «Sí, lo he leído, todos lo han leído». Leyó «las primeras 200 páginas, se emocionó y dijo que sí».
Lester dijo que los productores «querían que fuera una película sexy y que tuvieran grandes estrellas sexys» como Leonard Whiting y Ursula Andress. Dijo: «Simplemente no dije que no a nada en las primeras etapas» y que «la suerte estaba echada» cuando se le permitió contratar a Fraser para escribir el guion.
Fraser nunca antes había escrito un guion, pero pensó que Flashman tenía el tono que buscaba. A fines de 1972, Lester le ofreció el trabajo a Fraser. Según Fraser, Lester originalmente dijo que quería hacer una película de cuatro horas y eligió a Richard Chamberlain como Aramis. Más tarde se decidió convertir el guion en dos películas. Fraser dice que las escribió como dos películas, pero nadie se lo dijo a los actores.
Lester dice que Fraser escribió los guiones en cinco semanas y que eran «perfectos... simplemente maravillosos». «Es la formación periodística», dijo Fraser.

### Casting
Lester dice que los Salkind lo dejaron solo creativamente durante la mayor parte de la película, además de insistir en que Raquel Welch y Simon Ward fueran elegidos. «Raquel es muy grande en todos los países pequeños», dijo Ilya Salkind.
«Hice la película por Dick Lester», dijo Charlton Heston
En agosto de 1973, Welch se retiró de la película debido a diferencias creativas y artísticas. Anunció que, en cambio, haría una película titulada Decline and Fall of a Very Nice Lady. Sin embargo, Welch terminó reincorporándose a la película.

### Rodaje
La película originalmente estaba destinada a rodarse en Hungría. Sin embargo, después de visitar el país, Lester sintió que esto no sería factible, en parte debido a las restricciones del gobierno para filmar.
La película acabó rodándose en España durante diecisiete semanas. Las locaciones incluyeron Segovia, donde Lester había hecho A funny thing happened on the way to the forum. También incluye escenas en Madrid, tanto en el Museo Cerralbo, y en el Jardín de El Capricho, situado en el paseo de la Alameda de Osuna, 25 de la capital, como en el Palacio Real de Aranjuez y en Toledo, con rodajes en la Catedral de Toledo, la zona de los cobertizos, el Hospital de Tavera y en el Real Colegio de Doncellas Nobles.
Lester dice que los productores reunieron veinte minutos de metraje y vendieron la película a 20th Century Fox.
Lester dice que Michel Legrand «tuvo alrededor de una semana y media» para escribir la música.

## Recepción

### Respuesta crítica
En Rotten Tomatoes, la película tiene un índice de aprobación del 83% según las reseñas de 12 críticos.
Variety le dio a la película una crítica positiva y escribió: «Los tres mosqueteros se adaptan muy bien a la versión provocativa de Richard Lester que no la parodia pero agrega comedia a esta historia de aventuras». Elogiaron las diversas actuaciones, pero señalaron que, aunque Dunaway está infrautilizada, lo compensa en la secuela.
Vincent Canby de The New York Times escribió: «El Sr. Lester parece casi exclusivamente preocupado por la acción, preferiblemente cómica, y después de un tiempo uno tiene la impresión de que él y sus maestros de esgrima trabajaron demasiado en la coreografía de los elaborados duelos. Son interesantes de ver, aunque no tienen mucha espontaneidad».

### Premios y nominaciones
| Premio                                              | Categoría | Nominado(s) | Resultado | Ref |
| --------------------------------------------------- | --- | --- | --------- | --- |
| Premios de Cine de la Academia Británica            | Mejor dirección de arte | rowspan="" style="background-color: var(--background-color-error-subtle, #fee7e6); color:inherit;; text-align:center; vertical-align:middle;" \| Nominado                                      | [ 14 ]    |     |
| Premios de Cine de la Academia Británica            | Mejor Fotografía | rowspan="" style="background-color: var(--background-color-error-subtle, #fee7e6); color:inherit;; text-align:center; vertical-align:middle;" \| Nominado                                      | [ 14 ]    |     |
| Premios de Cine de la Academia Británica            | Mejor diseño de vestuario | Yvonne Blake \| rowspan="" style="background-color: var(--background-color-error-subtle, #fee7e6); color:inherit;; text-align:center; vertical-align:middle;" \| Nominado                      | [ 14 ]    |     |
| Premios de Cine de la Academia Británica            | Mejor montaje cinematográfico | rowspan="" style="background-color: var(--background-color-error-subtle, #fee7e6); color:inherit;; text-align:center; vertical-align:middle;" \| Nominado                                      | [ 14 ]    |     |
| Premios de Cine de la Academia Británica            | Mejor música original | Michel Legrand \| rowspan="" style="background-color: var(--background-color-error-subtle, #fee7e6); color:inherit;; text-align:center; vertical-align:middle;" \| Nominado                    | [ 14 ]    |     |
| Premios del cine británico Evening Standard         | Mejor comedia | Richard Lester \| rowspan="" style="background-color:var(--background-color-success-subtle, #d5fdf4); color:inherit;; text-align:center; vertical-align:middle;" \| Ganador                    |           |     |
| Premios Globo de Oro                                | Mejor Película - Musical o Comedia\| rowspan="" style="background-color: var(--background-color-error-subtle, #fee7e6); color:inherit;; text-align:center; vertical-align:middle;" \| Nominado | Mejor Película - Musical o Comedia\| rowspan="" style="background-color: var(--background-color-error-subtle, #fee7e6); color:inherit;; text-align:center; vertical-align:middle;" \| Nominado | [ 15 ]    |     |
| Premios Globo de Oro                                | Mejor Actriz en una Película - Musical o Comedia | Raquel Welch \| rowspan="" style="background-color:var(--background-color-success-subtle, #d5fdf4); color:inherit;; text-align:center; vertical-align:middle;" \| Ganadora                     | [ 15 ]    |     |
| Premios Grammy                                      | Álbum de banda sonora original escrita para una película o un especial de televisión | rowspan="" style="background-color: var(--background-color-error-subtle, #fee7e6); color:inherit;; text-align:center; vertical-align:middle;" \| Nominado                                      | [ 16 ]    |     |
| Premios de la Junta Nacional de Revisión            | Las diez mejores películas\| 10.º lugar | Las diez mejores películas\| 10.º lugar | [ 17 ]    |     |
| Premios del Sindicato de Escritores de Gran Bretaña | Mejor guion de comedia británica | George MacDonald Fraser\| rowspan="" style="background-color:var(--background-color-success-subtle, #d5fdf4); color:inherit;; text-align:center; vertical-align:middle;" \| Ganador            | [ 18 ]    |     |

## Cláusula Salkind
Originalmente, la película tenía la intención de ser una epopeya que durara tres horas, incluido un intermedio, pero durante la producción, se determinó que la película no podía llegar a la fecha de estreno anunciada de esa forma, por lo que se tomó la decisión de dividir la película más larga en dos películas más cortas, la segunda parte se convirtió así en Los cuatro mosqueteros de 1974.
Aunque algunos actores sabían de esta decisión antes que otros, en el momento del estreno en París todos habían sido informados. El guionista George MacDonald Fraser registró la velada: «Que no todos los actores sabían esto no lo descubrí hasta el estreno en París, que comenzó con una cena para la compañía en Fouquet's y concluyó de madrugada con un concierto ensordecedor en lo que parecía ser el sótano de alguna antigua estructura parisina (el Hotel de Ville, creo). Charlton Heston lo sabía, porque cuando lo discutimos antes de la cena, se encogió de hombros filosóficamente y comentó: 'Dos por el precio de uno'». Esto enfureció a los actores y al equipo, ya que se les pagaba por una película y sus contratos originales no mencionaban una segunda película, lo que provocó que se presentaran demandas para recibir una compensación por los salarios asociados con la secuela.
Esto llevó al Sindicato de Actores de Cine a exigir que todos los contratos de futuros actores incluyeran lo que se conoce como la «cláusula Salkind» (nombrada así por los productores Alexander e Ilya Salkind), que estipula que las producciones individuales no se pueden dividir en entregas de películas sin un acuerdo contractual previo.

## Secuelas
Los cuatro mosqueteros se estrenó al año siguiente, con metraje originalmente destinado a combinarse con el de esta película para ser parte de una película mucho más larga.
En 1989, gran parte del elenco y el equipo del original regresaron a la película El regreso de los mosqueteros, basada libremente en la novela de Dumas de 1845 Veinte años después.